# Ramozhütte
Die Ramozhütte ⓘ ist eine Schutzhütte der Sektion Arosa des Schweizer Alpen-Clubs (SAC). Sie liegt in den Plessuralpen im Kanton Graubünden in der Schweiz am Fusse des Erzhorns auf den Ausläufern dessen Südostgrates im Welschtobel/Alp Ramoz oberhalb von Arosa in einer Höhe von 2293 m ü. M.
Die auf dem Gebiet der Gemeinde Albula/Alvra (bis 2014 Alvaneu) gelegene Ramozhütte dient unter anderem als Stützpunkt für eine Besteigung der Gebirgsgruppe um das Aroser Rothorn sowie des Gebiets der südwestlichen Strelakette. Der Name Ramoz leitet sich von lateinisch «trimodiu» (Mühltrichter) ab, wegen der sich unten verengenden Form des Geländes.

## Aufstieg
Der gebräuchliche Aufstieg zur Ramozhütte startet in der Isel unterhalb Arosa. Von dort gelangt man in etwa 2 bis 2 ½ Stunden durch das langgezogene Welschtobel zum Ziel. Von Innerarosa lässt sich die Hütte auf blau-weissem Bergwanderweg in rund vier Stunden über den Erzhornsattel (2743 m ü. M.) erreichen. Der Aufstieg von Alvaneu führt über die Furcletta und nimmt 4½ Stunden in Anspruch. Der landschaftlich wohl interessanteste Zugang zur Alp Ramoz ist der von Altein Tiefenberg via Leidfluefurgga-Murterus.

## Historisches

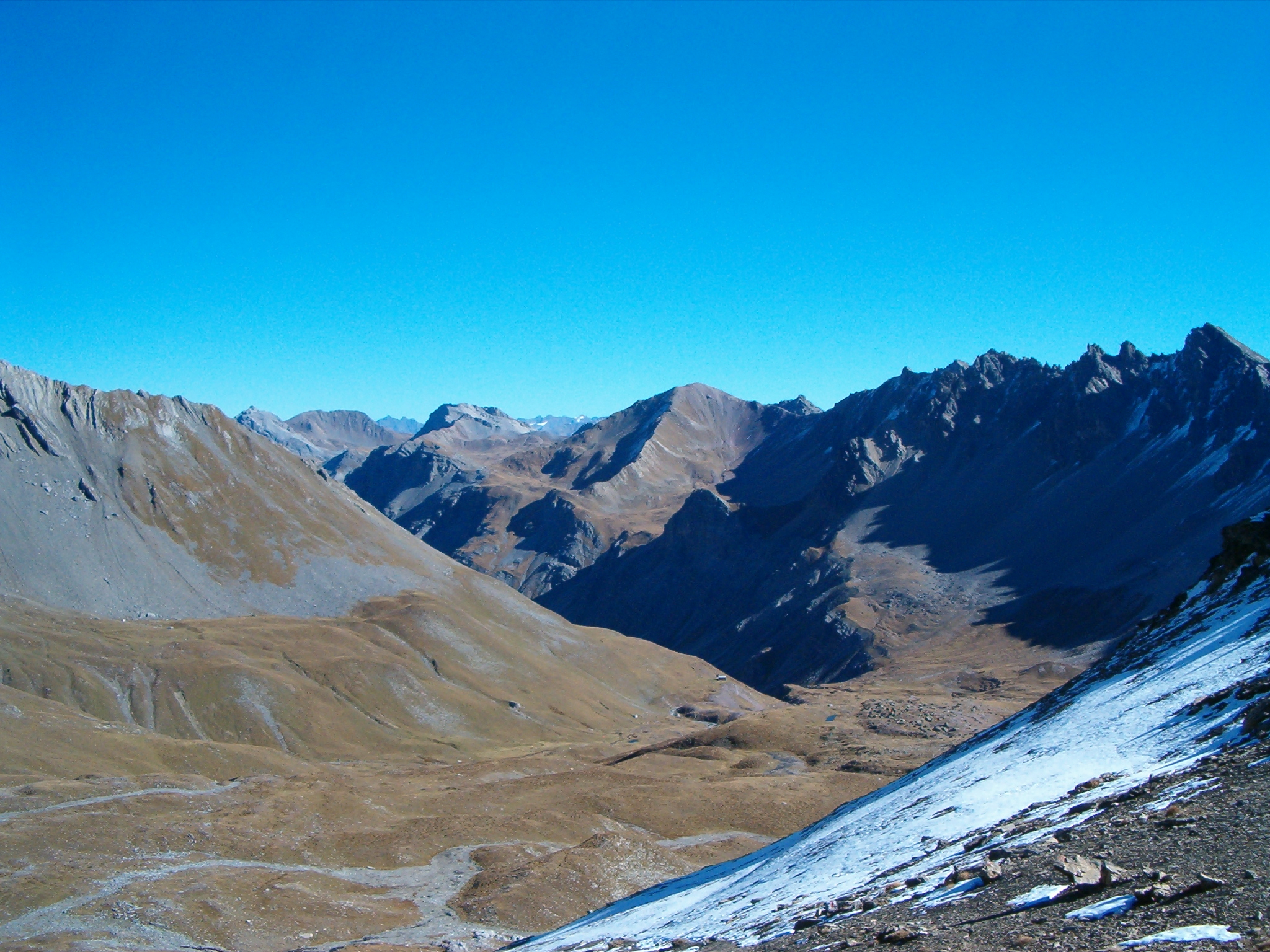
Alp Ramoz mit Ramozhütte, hinten Murterus

Bereits im Februar 1893 stellte die Sektion Rätia des SAC ein Gesuch an den Kurverein Arosa (heute Arosa Tourismus) um Erteilung einer Subvention für eine Alpenclubhütte im Welschtobel, am Fusse des Rothorns. Obwohl offenbar sofort CHF 500.-- bewilligt wurden und weitere CHF 300.- auf andere Weise aufgebracht werden sollten, konnte die Hütte aus unbekannten Gründen nicht wie geplant 1895 gebaut werden.
1911 machte der Gemeinderat Alvaneu die Anregung, die bestehende Hirtenhütte der Alp Ramoz zu einer Touristenunterkunft umzubauen und wünschte zu diesem Zweck ebenfalls einen Beitrag des Kurvereins Arosa. Dieser begrüsste das Projekt grundsätzlich und wünschte Skizze und Voranschlag zur Einsicht, dennoch wurde das Vorhaben vorerst nicht ausgeführt.

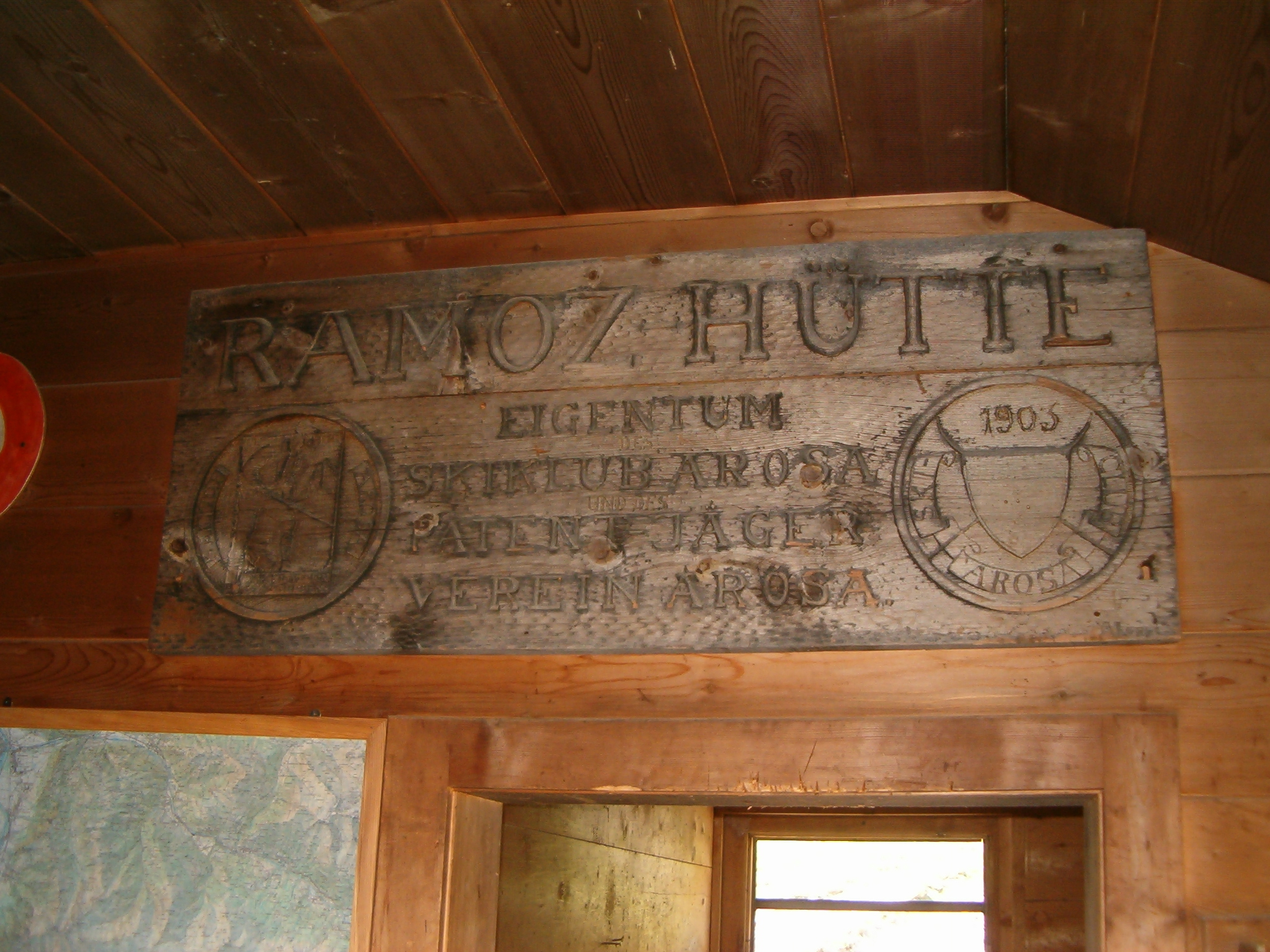
Original Erbauerschild in der Hütte

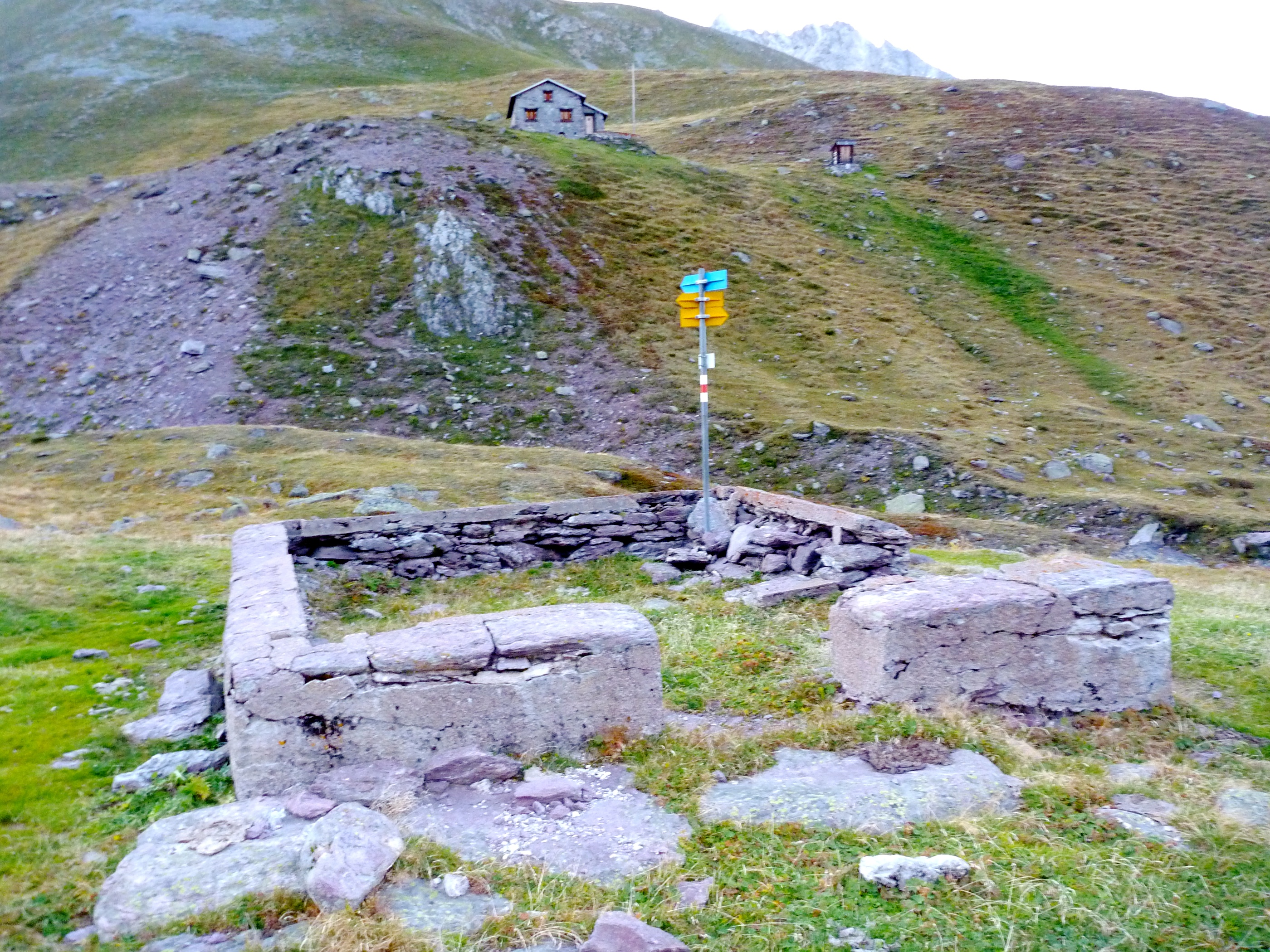
Grundmauern der ersten vor der heutigen Ramozhütte

Erst 1921 wurde die Idee erneut vom Jägerverein Arosa aufgegriffen. Er erstellte ein Projekt für einen Aufbau auf die Hirtenhütte. Zur Sicherung der Finanzierung beantragte der Verein vom Skiclub Arosa erfolgreich einen Beitrag von CHF 1000.-- und gewährte diesem im Gegenzug das Miteigentumsrecht. Nach eingehender Prüfung kamen die beiden Vereine überein, anstatt des Umbaus der Hirtenhütte in unmittelbarer Nähe einen Neubau mit 17 Schlafplätzen zu erstellen, der noch 1921 gebaut wurde. Das Werk wurde im Frondienst durch Mitglieder des Skiclubs, des Jägervereins sowie des Turnvereins Arosa erstellt. Man verwendete das Holz eines Hauses aus dem Prätschwald bei Langwies. Der SAC beteiligte sich ebenfalls an den Kosten mit CHF 500.--. 1924 übernahm der Skiclub die Hütte zu alleinigem Eigentum und baute sie 1931 weiter aus.
Im März 1945 wurde die alte Ramozhütte, inzwischen in den Besitz des SAC übergegangen, durch eine Schneelawine vom Guggernellgrat zerstört. Der gewaltige Luftdruck der Lawine trug den Dachstock und die Matratzen ins nahe gelegene Welschtobel. Der SAC beschloss daraufhin, noch im gleichen Jahr für CHF 52'000.-- einen kompletten Neubau mit 32 Plätzen an lawinensicherer Stelle an leicht erhöhter Lage auf der anderen Seite des Baches zu erstellen. Die Grundmauern des zerstörten Altbaus neben dem Bergwanderweg sind heute noch vorhanden.
Im Sommer 2005 wurde die Ramozhütte durch Mitglieder des SAC einer umfassenden Renovation unterzogen. Die Baute verzeichnet jährlich zwischen 500 und 600 Übernachtungen, wobei der grösste Teil davon auf die Sommersaison fällt.

## Fussnoten
1. ↑  Andrea Schorta: Wie der Berg zu seinem Namen kam. Terra Grischuna Verlag, 3. Auflage, Chur 1999, S. 120.
2. ↑  Videoclip erste Ramozhütte (um 1936)
3. ↑  Die Südostschweiz vom 7. April 2014, S. 5.